# Sclerophrys urunguensis
Sclerophrys urunguensis és una espècie de gripau de la família Bufonidae. Va ser descrit per Arthur Loveridge el 1932 amb el protònim Bufo urungensis. El nom següent Amietophrynus urunguensis (2006) és obsolet i s'ha de considerar com un sinònim menor des de 2016.

## Descripció
El tipus nomenclatural es compon de quatre espècimens amb un ventre que mesura entre 19 i 29 mm. El tipus principal és una femella adulta de 28 mm; el sexe no està especificat per als altres tipus. El musell és curt i truncat, i el cant és molt diferent. El timpà és petit, arrodonit i molt divers. Els dits són llargs. Els dits dels peus poden tenir alguna rugositat de xarxa simple. La pell del dors és molt aspra a causa de les petites berrugues amb espines agudes. El dors és gris, tenyit de vermell i amb un rastre de color porpra. Hi ha una zona més pàl·lida entre els ulls, que s'estén cap enrere i es ramifica per cobrir les glàndules paròtoides. Té ha diverses taques blaves irregulars, que solen incloure una V en forma d'anus. Les parts inferiors són de color blanc cremós, amb malles de color violeta.

## Hàbitat
Habita a Tanzània i Zàmbia, a prop de la banda sud-est del Llac Tanganyika. A la zona de Tanzània s'han localitzat a la frontera amb Burundi. Per les característiques morfològiques un autor va suggerir que pertanyés més aviat al gènere Poyntonophrynus, però aquest canvi de gènere no s'ha fet. Es fa servir també el nom comú de gripau urungu.
L'exemplar tipus es va recollir a la jungla i en zones boscoses. Des de la revisió de 2016 de la Llista Vermella de la UICN l'espècie es considera com vulnerable, per urbanització creixent, l'agricultura i la destrucció de zones humides naturals.